# Waitangi rakiura
Waitangi rakiura är en kräftdjursart som först beskrevs av Cooper och Fincham 1974.  Waitangi rakiura ingår i släktet Waitangi och familjen Phoxocephalidae. Inga underarter finns listade i Catalogue of Life.